# Will Sasso

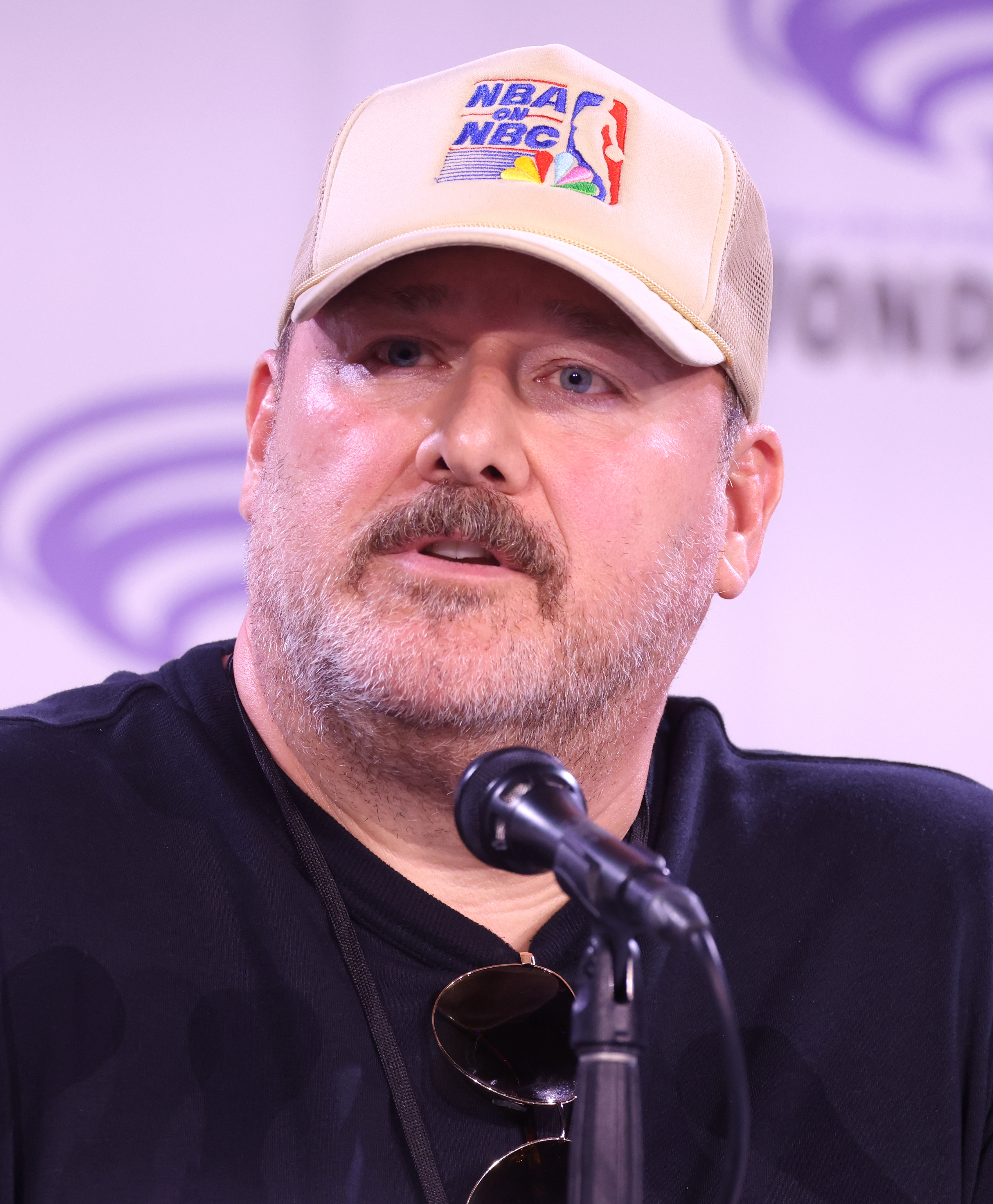
Will Sasso, 2025

Will Sasso (* 24. Mai 1975 in Ladner, British Columbia) ist ein kanadischer Schauspieler und Comedian.

## Leben
Sassos Eltern waren italienische Einwanderer. Er besuchte die Delta Secondary School in Delta, British Columbia, die er 1993 abschloss. Im Alter von 15 hatte er einen ersten Agenten und wurde für Rollen in Film und Fernsehen gebucht. Vor seinem Umzug von Vancouver nach Los Angeles spielte Sasso für fünf Spielzeiten den schrulligen Teen Derek Wakaluk in der preisgekrönten kanadischen Serie Madison.
Von 1997 bis 2004 war Sasso Ensemblemitglied in der US-amerikanischen Sketch-Show MADtv auf FOX. Sasso spielte von 2010 bis 2011 eine Hauptrolle in der Sitcom Shit! My Dad Says und war von 2008 bis 2012 regelmäßig in How I Met Your Mother als Barkeeper Doug zu sehen. In Die Stooges, der The-Three-Stooges-Kinoadaption von Peter und Bobby Farrelly aus dem Jahr 2012, spielte Sasso eine der drei Hauptrollen.

## Filmografie (Auswahl)
- 1994: Chaos in der Schule (Ernest Goes to School)
- 1995: Crazy Ski School (Ski School 2)
- 1995: Geliebtes Monster – Mein Freund aus dem See
- 1996: Doctor Who – Der Film (Doctor Who)
- 1996: Happy Gilmore
- 1996: Seitensprung mit Folgen – Wenn eine Affäre zum Alptraum wird
- 1997: Der Teamgeist
- 1997: Beverly Hills Ninja – Die Kampfwurst (Beverly Hills Ninja)
- 1998: Brown’s Requiem
- 1999: Gnadenlos schön (Drop Dead Gorgeous)
- 2000: Best in Show
- 2002: Still Waiting (Musikvideo)
- 2002: Money for Mercy (Bad Boy)
- 2002: Office Girl (Carl Monari)
- 2003: Hot Chick – Verrückte Hühner (The Hot Chick)
- 2003: A Mighty Wind
- 2005: Stewie Griffin: The Untold Story
- 2006: Dark Ride
- 2007: Southland Tales
- 2007: Entourage (TV-Show)
- 2008: Lower Learning
- 2008: College Road Trip
- 2008–2012: How I Met Your Mother (Fernsehserie, 2 Episoden)
- 2009: Year of the Carnivore
- 2009: Two and a Half Men (Fernsehserie, 1 Episode)
- 2010: So spielt das Leben (Life as We Know It)
- 2010–2011: Shit! My Dad Says (Fernsehserie)
- 2011: 301 – Scheiß auf ein Empire (The Legend of Awesomest Maximus)
- 2012: Die Stooges – Drei Vollpfosten drehen ab (The Stooges)
- 2012: Family Guy (Fernsehserie, Folge 11×5 Joe’s Revenge)
- 2012: Santa & Mrs. Claus (Finding Mrs. Claus)
- 2013: The Right Kind of Wrong
- 2013: Movie 43
- 2014: Modern Family (Fernsehserie, 3 Episoden)
- 2014: Anger Management
- 2014: Das Date Gewitter (Hit By Lightning)
- 2015: Key & Peele (Fernsehserie, 1 Episode)
- 2016: Shameless (Fernsehserie, Staffel 6, 4 Episoden)
- 2016: Motive (Fernsehserie, 1 Episode)
- 2016: Love (Fernsehserie, 1 Episode)
- 2017–2018: Loudermilk
- 2017: Lass es, Larry! (Curb Your Enthusiasm, Fernsehserie, 1 Episode)
- 2018: Super Troopers 2
- 2018: Hawaii Five-0 (Fernsehserie, 1 Episode)
- 2018: Grey’s Anatomy (Fernsehserie, 1 Episode)
- 2018–2021: Mom (Fernsehserie, Staffel 6–8)
- 2018: Law & Order: Special Victims Unit (Fernsehserie, 1 Episode)
- 2018–2019: The Orville (Fernsehserie, 2 Episoden)
- 2020: Boss Level
- 2020: Irresistible – Unwiderstehlich (Irresistible)
- 2022: FBI (Fernsehserie, 1 Episode)
- 2022–2024: Young Sheldon (Fernsehserie, 10 Episoden)
- seit 2024: Georgie & Mandy (Georgie & Mandy’s First Marriage, Fernsehserie)
- 2025: Clown in a Cornfield